# Rossosz (gmina)
Rossosz – gmina wiejska w województwie lubelskim, w powiecie bialskim. Siedziba gminy to Rossosz.
W latach 1984–1998 gmina położona była w województwie bialskopodlaskim.
Według danych z 30 czerwca 2004 gminę zamieszkiwały 2442 osoby.

## Historia
Gmina Rossosz powstała za Królestwa Polskiego – 13 stycznia 1870 w powiecie bialskim w guberni siedleckiej w związku z utratą praw miejskich przez miasto Rossosz i przekształceniu jego w wiejską gminę Rossosz w granicach dotychczasowego miasta. W 1912 roku gmina weszła w skład nowo utworzonej guberni chełmskiej. Początkowo gmina składała się z samego Rossosza. Później do gminy przyłączono kilka innych wsi z sąsiednich gmin.
W okresie międzywojennym gmina weszła w skład woj. lubelskiego. W 1921 roku liczyła 2056 mieszkańców (w tym 1391 w Rossoszu) i składała się z 11 miejscowości: Budka, Burdziłówka, Bychanie, Chominna, Kozanówka, Mokre, Podherwy, Polichowo-Hrud, Rossosz, Rudka i Szelest. 1 kwietnia 1931 do gminy przyłączono część obszaru gminy Wisznice.
Podczas okupacji hitlerowskiej włączona do Generalnego Gubernatorstwa (dystrykt lubelski), gdzie 1 lipca 1943 została zniesiona i włączona do gminy Łomazy.
Po wojnie odtworzona. Według stanu z dnia 1 lipca 1952 roku gmina składała się z 5 gromad: Bordziłówka, Korzanówka, Mokre, Romaszki i Rossosz.
Jednostka została zniesiona 29 września 1954 roku wraz z reformą wprowadzającą gromady w miejsce gmin. W związku z kolejną reformą administracyjną w 1973 roku gminy Rossosz nie przywrócono. Jednostkę reaktywowano dopiero 1 stycznia 1984 przez wyodrębnienie wsi Rossosz, Bordziłówka, Kożanówka, Mokre i Romaszki oraz części wsi Kozły o nazwie Musiejówka z obszaru gminy Łomazy.

## Struktura powierzchni
Według danych z roku 2002 gmina Rossosz ma obszar 76,12 km², w tym:
- użytki rolne: 66%
- użytki leśne: 29%

Gmina stanowi 2,76% powierzchni powiatu.

## Demografia

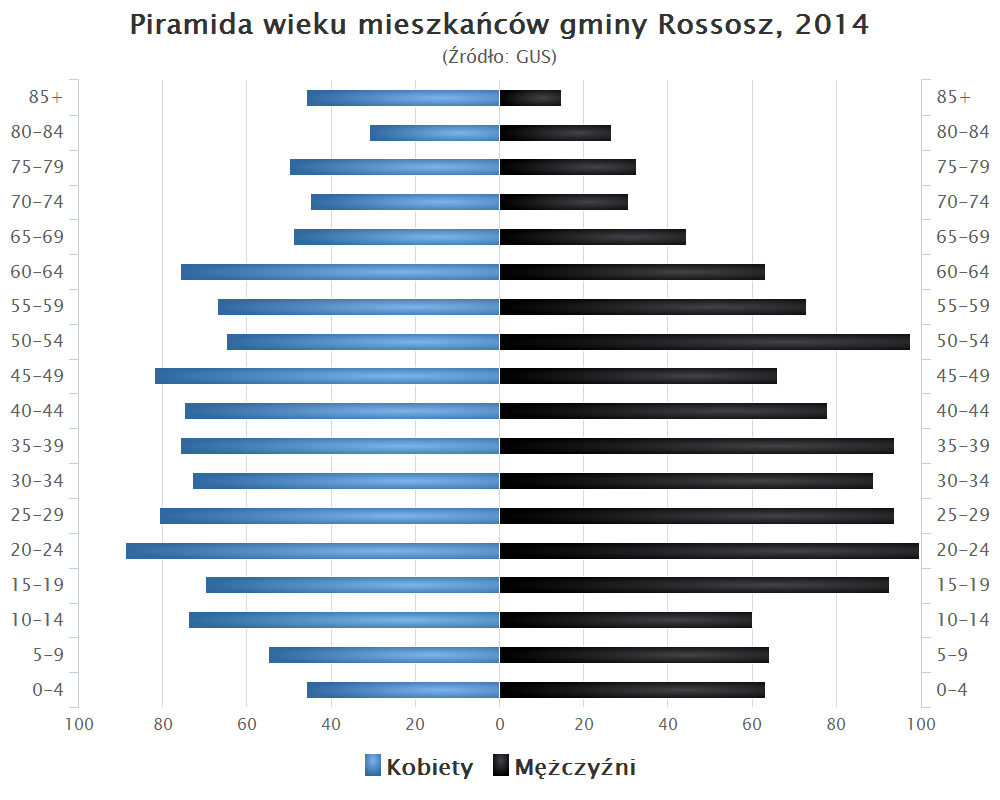
Piramida wieku mieszkańców gminy Rossosz w 2014 roku

Dane z 31 grudnia 2017 roku:
| Opis                              | Ogółem | Ogółem | Kobiety | Kobiety | Mężczyźni | Mężczyźni |
| --------------------------------- | ------ | ------ | ------- | ------- | --------- | --------- |
| jednostka                         | osób   | %      | osób    | %       | osób      | %         |
| populacja                         | 2265   | 100    | 1122    | 49,5    | 1143      | 50,5      |
| gęstość zaludnienia (mieszk./km²) | 30     | 30     | 14      | 14      | 16        | 16        |

## Sołectwa
Bordziłówka, Kożanówka, Mokre (Mokre I, Mokre II), Musiejówka, Romaszki, Rossosz (Rososz I, Rososz II)
Miejscowościami podstawowymi bez statusu sołectwa są kolonie: Zagórek, Zagrobla i Zaolzie.

## Sąsiednie gminy
Komarówka Podlaska, Łomazy, Wisznice